# مرغابی مولارد

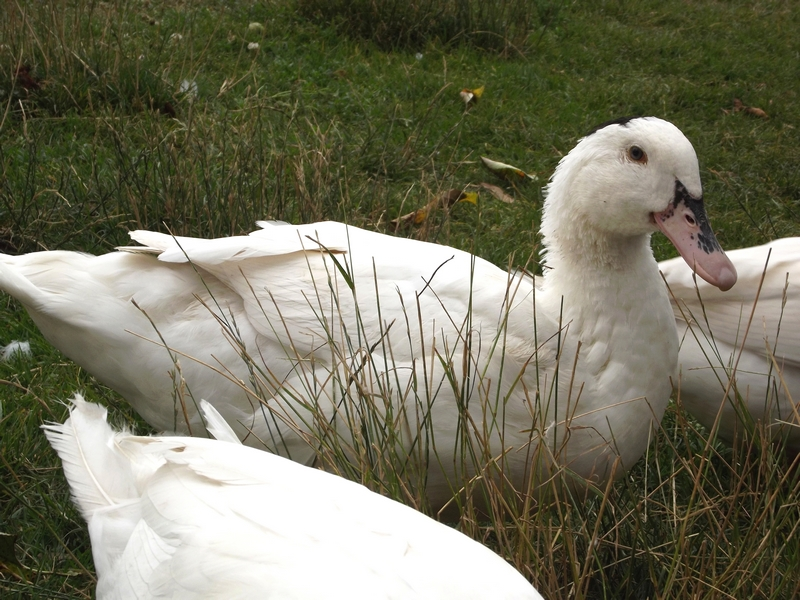
مرغابی مولارد

مرغابی مولارد (یا مولارد) دورگه‌ای بین دو سرده مختلف از مرغابی اهلی است: اردک مسکوی اهلی (Cairina moschata domestica) و مرغابی اهلی (Anas platyrhynchos domesticus) که از مرغابی سرسبز وحشی مشتق شده‌است. مرغابی سفید آمریکایی و دیگر مرغابی‌های خانگی به دلیل تولید گوشت زیاد این نژاد بیشتر برای پرورش مولارد استفاده می‌شود. مانند بسیاری از دورگه‌های بین‌گونه‌ای F1، مولاردها عقیم هستند و به آنها لقب اردک قاطر داده می‌شود. در حالی که امکان تولید مولارد به‌طور طبیعی وجود دارد، درون‌کاشت مصنوعی اغلب با موفقیت بیشتری بهره‌گیری می‌شود.
اصطلاح mulard یا moulard به‌طور کلی برای فرزندانی است که دریک والدین مرغابی اسرائیلی و مرغابی پکنی است. هنگامی که دریک پکین است، فرزندان کوچک‌تر می‌شوند و به آنها شبه‌اسب می‌گویند.